# مارسلو آکوستا (شناگر)
مارسلو آکوستا (انگلیسی: Marcelo Acosta؛ زادهٔ ۷ اوت ۱۹۹۶) ورزشکار ورزش شنا اهل السالوادور است.
وی در مسابقات کشوری و بین‌المللی در مجموع برندهٔ ۱ مدال طلا و ۳ مدال نقره شده‌است.